# Max Autsch
Max Autsch (* um 1999 in Starnberg) ist ein deutscher Jazzmusiker (Schlagzeug, Komposition).

## Leben und Wirken
Autsch spielte bereits mit zwölf Jahren als Schlagzeuger in der Beuerberger Blaskapelle. Mit 16 Jahren belegte er mit der Geretsrieder Big Band den ersten Platz im bayerischen Landeswettbewerb. Bis 2019 gehörte er zum Landes-Jugendjazzorchester Bayern. Zwischen 2018 und 2022 studierte er im Bachelorstudiengang an der Hochschule für Musik Würzburg bei Bill Elgart und Bastian Jütte. Ab Oktober 2022 absolvierte er ein Masterstudium an der Hochschule für Musik und Darstellende Kunst Mannheim bei Peter Gall.
2021 gründete Autsch mit Paul Scheugenpflug, Sebastian Claas und Jannis Krüger ein Quartett unter eigenem Namen, mit dem er seine eigenen Kompositionen auf dem Debütalbums Moodgym (Unit Records 2023) präsentierte. Ferner ist er mit dem Julia Langenbucher Quintett, als Schlagzeuger der mongolischen Singer-Songwriterin Sarateamusican und mit der Band Leonida unterwegs; mit Leonida erschien 2022 das Album Everlasting (What Will Remain).
2022 erhielt Autsch mit seinem Quartett das Stipendium „Bayern innovativ“ des Freistaats Bayern. 2023 gewann er mit seinem Quartett beim Jazzfestival Viersen den Bandwettbewerb.